# Харнавы
Харнавы — деревня в Пермском крае России. Входит в Чайковский городской округ.

## География
Расположена в пределах Буйской волнистой равнины, вблизи истока реки Ужуихи, на расстоянии приблизительно 7 километров (по прямой) к юго-западу от города Чайковского.

## Население
| 2010 |
| ---- |
| 219  |

Половой состав
По данным Всероссийской переписи населения 2010 года в половой структуре населения мужчины составляли 53,4 %, женщины — соответственно 46,6 %.
Национальный состав
Согласно результатам переписи 2002 года, в национальной структуре населения русские составляли 96 % из 169 чел.

## История
С 2004 до 2018 года деревня входила в состав ныне упразднённого Ольховского сельского поселения Чайковского муниципального района.

## Климат
Климат характеризуется как умеренно континентальный, с продолжительной холодной зимой и коротким тёплым летом. Средняя многолетняя температура самого холодного месяца (января) составляет −14,7 °С (абсолютный минимум — −49 °С), температура самого тёплого (июля) — 18,2 °С (абсолютный максимум — 38 °С). Безморозный период продолжается в течение 119 дней. Среднегодовое количество осадков — 438 мм.